# Drahoman Prize
Drahoman Prize — відзнака для перекладачів з української мови на мови світу, заснована 2020 року Українським інститутом, Українським ПЕН та Українським інститутом книги.

## Про премію
Мета — підтримка і відзначення сподвижницької роботи перекладачів з української мови на мови світу, які відкривають світу українську літературу, а отже, справжню Україну, відтворену в текстах її письменників.
За що вручається:
- високу перекладацьку майстерність[1][2];
- внесок у промоцію української літератури за кордоном[1][2].

## Умови номінування
- На Премію номінуються перекладачі незалежно від країни проживання, у доробку яких щонайменше один перекладений і опублікований художній чи документальний твір. До художніх і документальних творів ми відносимо прозові, поетичні, драматичні та нон-фікшн-видання (есеїстику, репортажі, інтерв'ю, біографії та мемуари)[1][2].
- Лауреати Премії не номінуються на неї повторно[3].
- Книжка, з якою номінується перекладач, має бути опублікована в закордонному видавництві протягом трьох останніх років, а також не суперечити цінностям і принципам організацій-засновниць[1][2].
- Номінувати перекладача на здобуття Премії можуть закордонні культурні інституції, дипломатичні установи, наукові центри, видавництва, творчі об'єднання та члени Капітули[1][2][4].
- Зголошення включає: — заповнену електронну аплікаційну форму; — електронний і паперовий примірники номінованої книжки українською мовою та мовою перекладу[3].

## Процедура визначення лауреата
Лауреат Премії обирається в три етапи:
- на першому етапі формується довгий список претендентів;
- на другому етапі члени Капітули голосують за короткий список Премії;
- на третьому етапі члени Капітули методом анонімного голосування обирають лауреата Премії.

## Капітула

### Склад Капітули Премії
Короткий список та лауреата Премії визначає Капітула, яка складається з 9 членів та членкинь. До її складу входять авторитетні письменники, перекладачі, мово- та літературознавці, культурні менеджери. Незалежно від року до складу Капітули входять генеральний директор Українського інституту, президент Українського ПЕН та директор Українського інституту книги. Склад Капітули щороку затверджується організаціями-засновницями.
Запрошені члени Капітули можуть перебувати в її складі не більше 3 років поспіль.
Члени Капітули мають право залучати експертів (перекладачів, мово- та літературознавців, дипломатів) для консультацій щодо поданих зголошень.

### 2020рік[1][2]
1. Андрій Курков, письменник, президент Українського ПЕН
2. Володимир Шейко, генеральний директор Українського інституту
3. Олександра Коваль, директорка Українського інституту книги
4. Оля Гнатюк, дослідниця, професорка НаУКМА та Варшавського університету, віцепрезидентка Українського ПЕН
5. Остап Сливинський, поет та перекладач
6. Валентина Стукалова, менеджерка книжкових та інтелектуальних проєктів Французького інституту
7. Наталія Іваничук, перекладачка
8. Юрій Прохасько, перекладач
9. Марко-Роберт Стех, український і канадський літературознавець, письменник

### 2021рік[6]
1. Андрій Курков, письменник, президент Українського ПЕН
2. Володимир Шейко, перший генеральний директор Українського інституту
3. Олександра Коваль, директорка Українського інституту книги
4. Оля Гнатюк, дослідниця, професорка НаУКМА та Варшавського університету, віцепрезидентка Українського ПЕН
5. Остап Сливинський, поет та перекладач
6. Валентина Стукалова, менеджерка книжкових та інтелектуальних проєктів Французького інституту
7. Юрій Прохасько, перекладач
8. Марко-Роберт Стех, український і канадський літературознавець та письменник
9. Ірина Старовойт, літературознавиця, поетка, перекладачка

### 2022рік[7]
1. Володимир Єрмоленко, письменник, журналіст, філософ, президент Українського ПЕН
2. Володимир Шейко, генеральний директор Українського інституту
3. Олександра Коваль, директорка Українського інституту книги
4. Оля Гнатюк, дослідниця, професорка НаУКМА та Варшавського університету, радниця президента Українського ПЕН
5. Остап Сливинський, поет, перекладач, віцепрезидент Українського ПЕН
6. Валентина Стукалова, менеджерка книжкових та інтелектуальних проєктів Французького інституту
7. Юрій Прохасько, перекладач
8. Марко-Роберт Стех, український і канадський літературознавець та письменник, член Виконавчої Ради Українського ПЕН
9. Ірина Старовойт, літературознавиця, поетка, перекладачка

## Церемонія нагородження
Ім'я лауреата Премії оголошується щороку під час урочистої церемонії в Києві, яка відбувається у квітні. До участі у церемонії запрошуються три фіналісти Премії.
Лауреат Премії отримує статуетку, виготовлену відомим українським скульптором, грошову винагороду в розмірі 3000 євро (з урахуванням податків), а також додаткові можливості для роботи та промоції своєї творчості від Українського інституту та Українського інституту книги (участь у перекладацьких резиденціях, закордонних ярмарках та фестивалях).

### 2020рік[6]
Ім'я лауреата Премії було оголошено під час урочистої церемонії в Києві 23 квітня 2021 року.

### 2021рік[6]
Через повномасштабну війну, яку Росія розв'язала проти України, оголошення переліку фіналістів було перенесено.
17 жовтня 2022 року Український інститут, Український ПЕН та Український інститут книги оголосили ім'я лауреата премії Drahomàn Prize. Церемонія нагородження вперше відбулася за кордоном. Її прийняв Literaturhaus Berlin — перший дім літератури в Німеччині, культурна та освітня установа, яка займається популяризацією літератур світу, роблячи їх доступними для широкого загалу через сучасні формати.

### 2022рік[6]
Лауреат премії для перекладачів з української мови на мови світу Drahomán Prize 2022 буде оголошений 26 вересня.
Церемонія нагородження відбудеться у Гданську (Польща) у співпраці з проєктом Wolne Słowo Gdańsk Miasto Literatury та Колегіуму Східної Європи.

### 2023
Фіналістами премії Drahomán Prize 2023 стали:
- Ееро Балк (Фінляндія) — перекладач з української мови на фінську. Номінований з перекладом книжки Сергія Руденка «Бій за Київ» (Фабула, 2023).
- Катажина Котинська (Польща) — перекладачка з української мови на польську. Номінована з перекладом книжки Оксани Забужко «Найдовша подорож» (Комора, 2023).
- Мікаель Нюдаль (Швеція) — перекладач із української мови на шведську. Номінований з перекладом поетичної збірки Артура Дроня «Тут були ми» (Видавництво Старого Лева, 2023).

У квітні 2024 року в Києві оголосили переможницю. Лауреаткою стала польська науковиця Катажина Котинська.

## Походження назви премії
Юрій Прохасько, перекладач та член Капітули Премії:
Маємо в парадигмі української культури неймовірно сприятливу збіжність, з якої береться виняткова семантична додана вартість, що нею було б просто гріх не скористатися. Етимологічна спорідненість поняття «драгоман» яко «перекладач, тлумач і товмач, посередник, (культурний) дипломат, умілець і прислужник розуміння і порозуміння» — і прізвища однієї з чільних постатей в каноні української історії ідей — Михайла Драгоманова.
Те, що ця нагорода не присвячена суто Драгоманову і не освячена безпосередньо його іменем, не перебуває під його покровом і покровительством, — цілком очевидно. Втім, очевидно також: та обставина, що Михайло Драгоманов є власне уособленням переконання і практики перекладати Україну світові, а світ — Україні, залучати, долучати Україну до світу, а світ — до України, конґеніально коннотує з основною ідеєю та патосом цієї нагороди, дуже вдячно посилює багатство, мерехтіння цих значень.
Добре, якщо обізнаний сучасник зможе відчитати всі ці сенси одразу. Але й цілком достатньо, коли до нього промовлятиме з цієї назви бодай один: йдеться про перекладачів. Тим паче, що поняття dragoman має обіг і одразу відчитується в багатьох світових мовах. Написання назви цієї міжнародної нагороди в латинській транслітерації через придихове h лише додатково підкреслює її українське походження.

## Лауреати

### 2020[7]
Клаудія Дате (Claudia Dathe), Німеччина
Спеціальна відзнака Капітули — Імадеддін Раеф (за переклад арабською «Бейрутських оповідань» Агатангела Кримського).

### 2021[7]
Богдан Задура (Bohdan Zadura), Польща
Спеціальна відзнака Капітули — Тобіас Валс (за переклад книги українського письменника Майка Йогансена «Подорож ученого доктора Леонардо і його майбутньої коханки прекрасної Альчести у Слобожанську Швайцарію».

### 2022[5]
Ірина Дмитришин (Iryna Dmytrychyn), Франція